# Saison 6 de Veep
Chronologie
Saison 5 Saison 7
Cet article présente la sixième saison de la série télévisée américaine Veep.

## Distribution

### Acteurs principaux
- Julia Louis-Dreyfus (VF : Valérie Nosrée) : Selina Meyer
- Anna Chlumsky (VF : Laura Zichy) : Amy Brookheimer
- Tony Hale (VF : Xavier Béja) : Gary Walsh
- Reid Scott (VF : Didier Cherbuy) : Dan Egan
- Timothy Simons (VF : Gérard Malabat) : Jonah Ryan
- Matt Walsh (VF : Laurent Morteau) : Mike McLintock
- Kevin Dunn (VF : Jacques Bouanich) : Ben Cafferty
- Gary Cole (VF : Patrick Poivey) : Kent Davison
- Sam Richardson : Richard Splett

## Liste des épisodes

### Épisode 1:Omaha(Omaha)
- États-Unis : 16 avril 2017 sur HBO
- France : 17 avril 2017 sur OCS City[1] (en VOSTFr)

### Épisode 2:La bibliothèque(Library)
- États-Unis : 23 avril 2017 sur HBO
- France : 24 avril 2017 sur OCS City[1] (en VOSTFr)

### Épisode 3:Géorgie(Georgia)
- États-Unis : 30 avril 2017 sur HBO
- France : 1er mai 2017 sur OCS City[1] (en VOSTFr)

### Épisode 4:Cour suprême(Justice)
- États-Unis : 7 mai 2017 sur HBO
- France : 8 mai 2017 sur OCS City (en VOSTFr)

### Épisode 5:Chewing-gum(Chicklet)
- États-Unis : 14 mai 2017 sur HBO
- France : 15 mai 2017 sur OCS City (en VOSTFr)

### Épisode 6:Qatar(Qatar)
- États-Unis : 21 mai 2017 sur HBO

### Épisode 7:Synopsis(Blurb)
- États-Unis : 28 mai 2017 sur HBO

### Épisode 8:Le juge(Judge)
- États-Unis : 11 juin 2017 sur HBO

### Épisode 9:Une femme au premier plan(A Woman First)
- États-Unis : 18 juin 2017 sur HBO

### Épisode 10:En construction(Groundbreaking)
- États-Unis : 25 juin 2017 sur HBO